# Margaret Lee
Margaret Lee (* 4. August 1943 in Wolverhampton, England; † 24. April 2024; gebürtig Margaret Gwendolyn Box) war eine britische Schauspielerin.

## Leben
Lee besuchte die Italia Conti Theatre School in London und wurde während eines Aufenthalts in Paris für den italienischen Film entdeckt. In den 1960er-Jahren war sie an einer großen Zahl italienischer und internationaler Produktionen beteiligt. Es handelte sich meist um Abenteuer- und Agentenfilme, wie sie zu dieser Zeit besonders beliebt waren. In diesen Streifen trat sie vorwiegend als Verführerin auf, häufig wurde sie dort auch selbst Opfer eines Verbrechens. Auch in den beiden Edgar-Wallace-Filmen Das Rätsel des silbernen Dreieck und Das Gesicht im Dunkeln wirkte sie mit. In elf Filmen spielte sie an der Seite des deutschen Schauspielers Klaus Kinski.
Am  24. April 2024 verstarb sie im Alter von 80 Jahren.

## Filmografie (Auswahl)
- 1962: Germanicus in der Unterwelt (Maciste contro i mostri)
- 1963: Cleopatra
- 1963: Samson und die weißen Sklavinnen (Sansone contro i pirati)
- 1963: Taxifahrer (I 4 tassisti)
- 1965: Casanova ’70
- 1965: Der Dieb der Mona Lisa (Il ladro della Gioconda)
- 1965: Diesmal sprechen wir über Männer (Questa volta parliamo di uomini)
- 1965: Herr Major, zwei Flaschen melden sich zur Stelle (I due sergenti del generale Custer)
- 1965: Die richtige Frau im falschen Bett (Letti sbagliati)
- 1965: Der Tiger parfümiert sich mit Dynamit (Le Tigre se parfume à la dynamite)
- 1965: Vollmacht für Jack Clifton (Agente 077 dall’oriente con furore)
- 1966: Die Doppelgänger (Colpo maestro al servizio di Sua Maestà Britannica)
- 1966: Gern hab ich die Frauen gekillt (Spie contro il mondo)
- 1966: Heißes Pflaster für Spione (Da Berlino l’apocalisse)
- 1966: Höllenjagd auf heiße Ware (New York chiama Superdrago)
- 1966: Das Rätsel des silbernen Dreieck (Circus of Fear)
- 1966: Marrakesch (Our Man in Marrakesh)
- 1966: Unser Mann in Rio (Se tutte le donne del mondo)
- 1967: Action Man (Le Soleil des voyous)
- 1967: Die Pagode zum fünften Schrecken (Five Golden Dragons)
- 1967: Djurado
- 1967: Der Teufelsgarten (Coplan sauve sa peau)
- 1967: Die Über-Sinnliche (Questi fantasmi)
- 1968: Die Banditen von Mailand (Banditi a Milano)
- 1968: Der Bastard (I bastardi)
- 1968: Keine Rosen für OSS 117 (Pas de roses pour OSS 117)
- 1968: Todeskommando Panthersprung (5 per l’inferno)
- 1968: Die Wahrheit über Frank Mannata (¡Viva America!)
- 1969: Frau Wirtin hat auch eine Nichte
- 1969: Das Gesicht im Dunkeln (A doppia faccia)
- 1970: Das Bildnis des Dorian Gray (Il dio chiamato Dorian)
- 1970: Der Hexentöter von Blackmoor (El proceso de las brujas)
- 1970: Spezialkommando Wildgänse (Appuntamento col disonore)
- 1972: Kein Pardon für Schutzengel (The Protectors) (Fernsehserie, eine Folge)
- 1971: Das Schloß der blauen Vögel (La bestia uccide a sangue freddo)
- 1974: Killer sind unsere Gäste (Gli assassini sono nostri ospiti)
- 1982: Sesso e volentieri